# FC Politehnica Timișoara
Fotbal Club Politehnica Timișoara byl rumunský fotbalový klub působící v Temešváru.

## Historie
Klub pod původním názvem Fulgerul Bragadiru postoupil v roce 2000 do divize B, kterou od dva roky později (už pod názvem AEK București) vyhrál a postoupil do první ligy. Prezident klubu Anton Doboș následně využil dva roky starého přesunu tradičního temešvárského klubu FC Politehnica Timișoara do Bukurešti, přestěhoval klub opačným směrem a přejmenoval AEK na FC Politehnica AEK Timișoara. Současně si přisvojil i odznak a klubové barvy Politehniky. V roce 2007 přijal Doboș nabídku stát se předsedou jiného rumunského klubu Universitatea Kluž a na jeho místo usedl současný předseda Marian Iancu.

### Soudní spor
Politehnika klub zažalovala a sportovní arbitráž následně uznala, že je jediným oprávněným držitelem názvu, loga a klubových barev. Klub FC Politehnica AEK Timișoara byl donucena se vzdát názvu, přejmenoval se na FC Timișoara a musel zaplatit Politehnice 5 tisíc EURO za každý zápas odehraný od 5. prosince 2006 pod názvem Politehnica jako kompenzaci za možnou záměnu. FIFA navíc na podzim roku 2008 nařídila rumunskému fotbalovému svazu odečíst klubu šest bodů 1[nedostupný zdroj] v aktuální tabulce, což v konečném účtování připravilo FC Temešvár o historicky první rumunský titul, který tak o tři body získal klub FC Unirea Urziceni. V roce 2011 se klub přejmenoval opět na Politehnica Timișoara, v září 2012 jí ale byla odebrána licence. Nástupcem klubu se stal ACS Poli Timișoara.
Naproti tomu většina fanoušků v Temešváru přijala FC jako nástupce Politehniky a klub stále patří mezi nejpopulárnější kluby v Rumunsku. Od první prvoligové sezony 2002/03 má FC při domácích zápasech nejvyšší průměrné ligové návštěvy.

## Česká stopa
Od léta 2007 do prosince 2008 trénoval v Temešváru český trenér Dušan Uhrin. V první sezóně 2007/08 se s týmem umístil na šesté příčce, čímž vybojoval účast v Poháru UEFA. V následující sezóně byl však i přes vynikající výsledky a druhou příčku odvolán kvůli sporům s předsedou klubu Iancem.
V klubu působil útočník Lukáš Magera, kterého do Temešváru přivedl právě Uhrin.

## Získané trofeje
- Cupa României ( 2x )
  - 1957/58, 1979/80

## Poslední soupiska
| #  | Pozice | Hráč                |
| -- | ------ | ------------------- |
| 1  | B      | Nemanja Supić       |
| 2  | O      | Éder Bonfim         |
| 4  | O      | Miloš Brezinský     |
| 5  | Z      | Dan Alexa (kapitán) |
| 6  | O      | Daré Nibombé        |
| 7  | O      | Stelian Stancu      |
| 8  | Z      | Dare Vršič          |
| 9  | Ú      | Winston Parks       |
| 10 | Z      | Artavazd Karamyan   |
| 11 | Ú      | Arman Karamyan      |
| 13 | O      | Cristian Scutaru    |
| 14 | O      | Ioan Mera           |
| 15 | Z      | Marian Chițu        |
| 16 | O      | Srdjan Luchin       |
| 17 | Z      | Balázs Borbély      |
| 18 | Ú      | Gheorghe Bucur      |

| #  | Pozice | Hráč                |
| -- | ------ | ------------------- |
| 19 | Ú      | Dejan Rušič         |
| 20 | O      | Florin Maxim        |
| 21 | Ú      | Dorin Goga          |
| 22 | Z      | Adrian Ganea        |
| 23 | Z      | Claudiu Ianescu     |
| 24 | Ú      | Gueye Mansour       |
| 25 | Z      | Ionuț Matei         |
| 26 | Z      | Hristu Chiacu       |
| 27 | Ú      | Lukáš Magera        |
| 28 | O      | Marián Čišovský     |
| 29 | B      | Costel Pantilimon   |
| 31 | Z      | Adrian Poparadu     |
| 33 | Ú      | Cristian Mejía      |
| 55 | Z      | Alexandru Bourceanu |
| 77 | Z      | Alexandru Curtean   |
| 99 | B      | Pedro Taborda       |

## Účast v evropských pohárech
| Ročník  | Soutěž              | Kolo               | Klub                     | Doma | Venku | Celkem |
| ------- | ------------------- | ------------------ | ------------------------ | ---- | ----- | ------ |
| 1978/79 | Pohár UEFA          | 1. kolo            | MTK Budapešť             | 2:0  | 1:2   | 3:2    |
|         |                     | 2. kolo            | Budapest Honvéd FC       | 2:0  | 0:4   | 2:4    |
| 1980/81 | Pohár vítězů pohárů | 1. kolo            | Celtic FC                | 1:0  | 1:2   | 2:2    |
|         |                     | 2. kolo            | West Ham United FC       | 1:0  | 0:4   | 1:4    |
| 1981/82 | Pohár vítězů pohárů | 1. kolo            | 1. FC Lokomotive Leipzig | 2:0  | 0:5   | 2:5    |
| 1990/91 | Pohár UEFA          | 1. kolo            | Atlético Madrid          | 2:0  | 0:1   | 2:1    |
|         |                     | 2. kolo            | Sporting CP              | 2:0  | 0:7   | 2:7    |
| 1992/93 | Pohár UEFA          | 1. kolo            | Real Madrid CF           | 1:1  | 0:4   | 1:5    |
| 2008/09 | Pohár UEFA          | 1. kolo            | FK Partizan              | 1:2  | 0:1   | 1:3    |
| 2009/10 | Liga mistrů UEFA    | 3. předkolo        | FK Šachtar Doněck        | 0:0  | 2:2   | 2:2    |
|         |                     | 4. předkolo        | VfB Stuttgart            | 0:2  | 0:0   | 0:2    |
| 2009/10 | Evropská liga UEFA  | Základní skupina A | AFC Ajax                 | 1:2  | 0:0   |        |
|         |                     | Základní skupina A | GNK Dinamo Zagreb        | 0:3  | 2:1   |        |
|         |                     | Základní skupina A | RSC Anderlecht           | 0:0  | 1:3   |        |
| 2010/11 | Evropská liga UEFA  | 3. předkolo        | Myllykosken Pallo-47     | 3:3  | 2:1   | 5:4    |
|         |                     | 4. předkolo        | Manchester City FC       | 0:1  | 0:2   | 0:3    |